# Greg Bryk
Pour les articles homonymes, voir Bryk.
Greg Bryk, né le 19 août 1972 à Winnipeg, dans le Manitoba, est un acteur canadien.

## Filmographie

### Cinéma
- 2002 : Men with Brooms : Alexander The Juggernaut Yount
- 2003 : The Gospel of John : Disciple
- 2005 : Pizza Shop (court métrage)
- 2005 : A History of Violence : William Orser
- 2005 : Neil : Neil
- 2007 : Weirdsville (en) : Abel
- 2006 : Living Death : Victor
- 2006 : Poor Boy's Game : Keith Rose
- 2007 : Shoot 'Em Up : Que la partie commence : le Solitaire
- 2008 : L'Incroyable Hulk : Un soldat lors de l'attaque de l'usine d'embouteillage
- 2008 : Saw 5 : Mallick
- 2008 : Grindstone Road (en) : Graham
- 2009 : Planète hurlante 2 : Andy Sexton
- 2009 : La Cadillac de Dolan : Chief
- 2010 : Saw 7 3D - Chapitre Final : Mallick
- 2011 : Les Immortels : Nicomède
- 2019 : Ad Astra : Chip Garnes
- 2019 : Code 8 : Marcus Sutcliffe

### Télévision
- 1998 : Héros pour la vie - Deux familles (Rescuers: Stories of Courage: Two Families) : Agent de la Gestapo
- 2004 - 2008 : ReGenesis : Weston Field
- 2005 : Slatland : Rezvan Balescu
- 2007 : Voleuse de vies
- 2008 : XIII : La Conspiration : Colonel Amos
- 2010 : Flashpoint (épisode 3.3) : Slone
- 2011 : XIII : La Série : Colonel Amos
- 2011  : Covert Affairs : Nils Kroft
- 2010 : Chasseurs de loups-garous (en) : Marcus Sullivan
- 2011 : L'Esprit de Noël : Joe Martel
- 2012 : Rookie Blue : Jon Grey
- 2014 - 2016: Bitten : Jeremy Danvers
- 2014 : Reign (épisode 11) : Vicomte Richard Delacroix
- 2015 : Fargo Saison 2 : Virgil  Bauer
- 2015 : The Expanse : Lopez
- 2016 : Frontier : Cobbs Pond
- 2016 : Wynonna Earp (S01E08) : Jack
- 2017 : Saving Hope : Danny
- 2018 : The Handmaid's Tale : La Servante écarlate : Ray Cushing
- 2019 : V Wars : Bobby
- 2020 : The Wilds : Tim Campbell
- 2021 : The Lost Symbol : Ellison Blake

### Jeu vidéo
- 2018 : Far Cry 5 : Joseph Seed
- 2019 : Far Cry: New Dawn : Joseph Seed